# Michal na Ostrove
Michal na Ostrove és un poble i municipi d'Eslovàquia que es troba a la regió de Trnava, a l'oest del país.

## Història
La primera menció escrita de la vila es remunta al 1260.

## Demografia
| Godina             | 1994 | 2004    | 2014    | 2024    |
| ------------------ | ---- | ------- | ------- | ------- |
| Nombre de persones | 680  | 827     | 940     | 1119    |
| Diferència         |      | +21,61% | +13,66% | +19,04% |

| Godina             | 2023 | 2024   |
| ------------------ | ---- | ------ |
| Nombre de persones | 1104 | 1119   |
| Diferència         |      | +1,35% |